# Enock Mwepu
Enock Mwepu, född 1 januari 1998, är en zambisk före detta fotbollsspelare som sist spelade för Brighton & Hove Albion i Premier League. Han representerade även det zambiska landslaget.
I oktober 2022 tvingades Mwepu avsluta sin spelarkarriär på grund av hjärtfel.